# Таллы
Таллы — село в Грачёвском районе Оренбургской области. Административный центр Таллинского сельсовета.

## География
Село находится у реки Талла, на расстоянии примерно 26 км (по прямой) на север-север-восток от села Грачёвка, административного центра района.

## История
Село основано в 1802 году. Названо изначально Павловщиной по имени одного из своих владельцев помещика Павла Петровича Путилова. Упоминается в источниках с 1811 года. В 1841 году было учтено 13 дворов и 123 жителя. В 1864 году в селе образовался Казанско-Богородицкий женский монастырь, названный по сельской церкви, построенной в 1847 году. В советское время работали колхоз «Коммунар» и Племзавод им. Коминтерна.

## Население
| 2010 |
| ---- |
| 686  |

### Национальный состав
Согласно результатам переписи 2002 года, в национальной структуре населения русские составляли 81 % из 920 чел.